# George Stephen, 1:e baron Mount Stephen
George Stephen, 1:e baron Mount Stephen, född den 5 juni 1829 i Dufftown i Skottland, död den 29 november 1921, var en kanadensisk finansman.
Stephen var först vallpojke i sin hembygd, emigrerade 1850 till Kanada och blev köpman i Montreal, där han förvärvade stor förmögenhet. Jämte sin kusin Donald Smith inköpte Stephen 1878 Saint Paul-Manitoba-järnvägen och hade sedan vid kusinens sida väsentlig andel i tillkomsten av kanadensiska pacifikjärnvägen, vars president han var till 1888, då han flyttade till England. 
Stephens hade för sina förtjänster om västra Kanadas ekonomiska utveckling 1886 upphöjts till baronet (sir George Stephen) och 1891 blev han peer med titeln baron Mount Stephen. I likhet med sin kusin var Stephen en mycket frikostig donator för välgörande och kulturella ändamål; bland annat upprättade de tillsammans det stora sjukhuset Royal Victoria hospital i Montreal.